# Schwarzesmarken
Schwarzesmarken (jap. シュヴァルツェスマーケン, Shuvarutsesumāken) ist eine Light-Novel-Serie von Hiroki Uchida mit Illustrationen von Carnelian, die ein Prequel zum Spiele-Franchise Muv-Luv Alternative bildet. Sie erschien von 2010 bis 2014 in Japan, erhielt 2015 ein Spin-off und wurde als Computerspiel und Anime-Fernsehserie adaptiert. Die Handlung spielt in einer alternativen Vergangenheit, in der Außerirdische während des Kalten Kriegs die Erde angreifen. Das Werk ist in die Genre Mecha und Action einzuordnen.

## Handlung
Bei der Mondlandung 1967 entsteht erstmals der Kontakt zu Außerirdischen. Nicht lange danach beginnen diese, BETA genannt, eine Invasion in Asien. Sie können oft nur kurzzeitig zurückgeschlagen werden und überrennen große Teile des Kontinents. 1983 stehen sie in Polen an der Oder-Neiße-Grenze. Die DDR wurde zum Schutzschild Westeuropas und unter dem militärischen Druck hat sich die Stasi zur größten Macht in einem radikalen Überwachungsstaat entwickelt.
Der besten Mecha-Kampfgruppe der NVA, der Kompanie 666, genannt „Schwarzesmarken“ (黒の宣告, eigentlich „Schwarzes Urteil“), gehört Leutnant Theodor Eberbach an. Der Jugendliche wurde bei einem Fluchtversuch seiner Eltern aufgegriffen und ging nach Verhören und Folter der Stasi in den NVA-Dienst. Seine Stiefschwester hat er seitdem nicht wieder gesehen. Nach einem Angriff auf die BETA, einer sogenannten „Laserjagd“ auf die Laser schießenden Einheiten der Außerirdischen, rettet die Gruppe eine Angehörige der Bundeswehr in ihrem Mecha vor den BETA. Das Mädchen Katia Waldheim erinnert Theodor an seine Schwester, doch verhält er sich zu ihr zunächst abweisend. Sie läuft zur NVA über, da sie die DDR und ihre Menschen kennenlernen will und Teil der berühmten Kompanie 666 werden will. Hauptmann Irisdina Bernhard akzeptiert das, schließlich auch die Politoffizierin Gretel Jeckeln. Theodor, der auf sie aufpassen soll, verrät Katia, dass sie in der DDR nach ihrem Vater suchen will. Er war ein berühmter General, der die BETA zurückgeschlagen hatte, aber verschwand als er sich gegen die Stasi auflehnte.
Durch die Aufnahme Katias macht sich die Gruppe verdächtig und wird von der Stasi unter Druck gesetzt. Diese besucht sie in Person des Wehrwolf-Bataillons unter Beatrix Brehme und Heinz Axmann, der einst auch Theodor aufgriff und verhörte. Trotz der zu erwartenden Probleme akzeptiert die Kompanie 666 Katia schnell als Kameradin. Theodor misstraut zunächst Hauptmann Bernhard, da sie ihren Bruder an die Stasi verraten und getötet haben soll, wie Beatrix Brehme verriet. Doch erfährt er, dass ihr Bruder sich opferte und sie nun seine Ziele weiterverfolgen wolle. Nicht lang danach stößt Liese Hohenstein zu ihnen – die vermisste Schwester Theodors, die zuvor bei der Waffen-Stasi war. Alle vermuten in ihr eine Spionin, doch geht es nun zu einer Großoffensive gegen die Außerirdischen. Gemeinsam mit den Truppen Westeuropas und Amerikas errichten sie einen Brückenkopf bei Danzig, um die DDR zu entlasten. Sie sind erfolgreich und trotz anfänglicher Konflikte mit den Bundeswehr-Angehörigen kann sich das Schwadron Respekt für seine Leistung erkämpfen. Als Helden kehren sie zurück, doch der Angriff hat einen Gegenangriff der BETA auf die DDR provoziert.
Liese wird den Kameraden der Kompanie 666 immer verdächtiger, stellt viele Fragen und verführt schließlich sogar Theodor, der schon früher in seine Stiefschwester verliebt war. Er möchte ihr vertrauen. Als der Angriff der BETA beginnt und die NVA an der Front ist, führt die Moskau-treue Fraktion der Stasi in Berlin einen Putsch durch. Die Berlin-treuen Teile der Stasi mit Axmann werden dabei schnell besiegt und das Parlament besetzt. Sie bringt auch die Kompanie 666 in ihre Gewalt, Liese offenbart sich wie befürchtet als Spionin und soll nun ihre früheren Kameraden befragen und foltern. Doch Theodor und Katia können entkommen. Sie treffen sich mit Vertretern der NVA, die sich gegen die Stasi stellen wollen und beschließen, Katias berühmten Vater und dessen Vision einer menschenfreundlichen DDR als Legitimation ihres Gegenangriffs zu nutzen. Sie rufen eine Gegenrevolution aus, der sich Teile der NVA anschließen. Als erstes gelingt ihnen die Befreiung ihrer Kameraden, nur Hauptmann Bernhard wurde zuvor in ein anderes Lager verlegt. Auch Axmann will nun mit den Aufständischen zusammenarbeiten, doch das westliche Ausland verhält sich unsicher.
Es kommt zu Kämpfen zwischen der NVA mit der Kompanie 666 gegen die Mecha-Einheiten der Stasi. Dabei wird Liese von ihrem Bruder getötet und die Aufständischen können sich behaupten, doch auch unter ihnen gibt es viele Verluste und Mitglieder der Kompanie 666 kommen um. Gemeinsam mit Axmann wollen sie die Informationen aus den Stasi-Unterlagen gegen die Putschisten nutzen. Doch wendet er sich erneut gegen die Aufständischen und tut sich mit Beatrix Brehme zusammen. Diese hat die Führung der Putschisten übernommen, um aus der DDR den ultimativen Überwachungsstaat zu machen und mit der erzwungenen Einheit des Staates die BETA zu besiegen. Beim Versuch der Rettung Hauptmann Bernhards kommt es zum letzten Kampf gegen die Putschisten. Währenddessen kann eine Einheit der NVA mit Katia in das Rundfunkgebäude eindringen, von wo aus sie zum Aufstand gegen die Stasi aufruft. Während Massendemonstrationen gegen die Macht der Stasi beginnen, kann Beatrix Brehme als letzte Mecha-Pilotin der Stasi besiegt werden. Zwischen Axmann und Bernhard kommt es zum Kampf. Als die anderen Aufständischen sie erreichen, wird Axmann erschossen und Bernhard lebensgefährlich verletzt. Zur selben Zeit überwinden die BETA die letzte Verteidigungsstellung, werden aber von eingreifenden UN-Einheiten, die nun die Aufständischen unterstützen, zurückgetrieben. Irisdina Bernhard stirbt bald darauf in Theodors Armen, glücklich darüber, dass ihr Traum von einer DDR ohne die Stasi nun in Erfüllung gehen wird.

## Veröffentlichung
Die Light Novel erschien zunächst vom 20. November 2010 (Ausgabe 1/2011) bis 20. März 2014 (5/2014) im Magazin Tech Gian des Verlags Enterbrain. Später kamen die 41 Kapitel in sieben Sammelbänden heraus:
1. Kaminaki Shiseki no Daichi ni (神亡き屍戚の大地に). 30. Mai 2011, ISBN 978-4-04-727306-1.
2. Mukunaru Negai no Hate ni (無垢なる願いの果てに). 30. September 2011, ISBN 978-4-04-727528-7.
3. Hyōbōtaru Rengoku no Kanata ni (縹渺たる煉獄の彼方に). 30. März 2012, ISBN 978-4-04-727932-2.
4. Yurusarezaru Chigiri no Tame ni (許されざる契りのために). 29. Oktober 2012, ISBN 978-4-04-728419-7.
5. Gurennaru Chōshō no Nake de (紅蓮なる弔鐘の中で). 30. März 2013, ISBN 978-4-04-728802-7.
6. Gentaru Sōkoku no Kyōkō ni (儼たる相剋の嚮後に). 12. Dezember 2014, ISBN 978-4-04-729297-0.
7. Kokushō Michibiku Shiten no Daichi e (克肖導く熾天の大地へ). 29. März 2015, ISBN 978-4-04-729528-5.

Daneben erschienen noch zwei Sammlungen von Kurzgeschichten die zuerst als Extra in Sammelbänden zu Muv-Luv Alternative: Total Eclipse veröffentlicht worden. Die Kurzgeschichtensammlungen waren:
1. Requiem – Inori #1 (Requiem -祈り- #1). 30. Juli 2012, ISBN 978-4-04-728214-8.
2. Requiem – Negai #2 (Requiem -願い- #2). 29. Juli 2013, ISBN 978-4-04-729014-3.

Zuletzt wird seit dem 20. Juni 2015 (Ausgabe 8/2015) in Tech Gian das Spin-off Sekieki no Bernhard (隻影のベルンハルト, Sekieki no Berunharuto) bzw. im Untertitel auch Bernhard im Schatten genannt. Bisher (Stand: März 2016) wurden die Kapitel in zwei Sammelbänden zusammengefasst:
1. 30. September 2015, ISBN 978-4-04-730693-6.
2. 30. Januar 2016, ISBN 978-4-04-734014-5.

## Adaptionen

### Computerspiel
Der Spieleentwickler und Publisher âge der Vorlage Muv-Luv Alternative veröffentlichte auch ein japanisches Adventure zur Romanreihe namens Schwarzesmarken: Kōketsu no Monshō (シュヴァルツェスマーケン 紅血の紋章). Dieses erschien am 27. November 2015 für Microsoft Windows.
Eine Fortsetzung unter dem vorläufigen Titel Schwarzesmarken: Junkyōshatachi (シュヴァルツェスマーケン 殉教者たち) wurde für 2016 angekündigt.

### Anime
Bei den Studios ixtl und Liden Films entstand unter der Regie von Tetsuya Watanabe eine 12-teilige Anime-Fernsehserie auf Grundlage der Light Novel. Das Serienkonzept stammt von Tatsuto Higuchi, das Charakterdesign entwarf Shuichi Hara und die künstlerische Leitung lag bei Katsufumi Hariu.
Die Serie wurde vom 11. Januar bis 28. März 2016 nach Mitternacht (und damit am vorigen Fernsehtag) von TV Tokyo ausgestrahlt, sowie mit einigen Tagen Versatz auch auf AT-X, TV Aichi und TV Ōsaka. Die Plattform Crunchyroll zeigte sie als Simulcast unter dem Titel Schwarzes Marken mit englischem und deutschen Untertiteln. Auch VIZ Media Switzerlands Plattform Anime on Demand zeigte die Serie mit deutschen Untertiteln, dort allerdings unter dem Serientitel Schwarzesmarken und um sieben Tage zum Crunchyroll-Release versetzt. Eine deutsche Synchronisierung wurde von Crunchyroll in Auftrag gegeben und erschien am 16. November 2017.

#### Synchronisation
| Rolle             | japanischer Sprecher (Seiyū) | deutscher Sprecher     |
| ----------------- | ---------------------------- | ---------------------- |
| Theodor Eberbach  | Kenichi Suzumura             | Benjamin Levent Krause |
| Irisdina Bernhard | Nozomi Yamamoto              | Ulla Wagener           |
| Liese Hohenstein  | Yoshino Nanjō                | Lea Kalbhenn           |
| Katia Waldheim    | Minami Tanaka                | Lisa Dzyadyk           |
| Pham Thi Lan      | Emiri Katō                   | Dagmar Bittner         |
| Sylwia Krzasińska | Michiyo Murase               | Jo Kern                |
| Gretel Jeckeln    | Kiyono Yasuno                | Nicole Hise            |
| Anett Hosenfeld   | Chika Anzai                  | Kerstin Dietrich       |

### Musik
Die Musik der Serie stammt von Elements Garden und Evan Call. Das Vorspannlied ist White forces von fripSide und der Abspann wurde unterlegt mit Kanashimi ga Jidai o Kakeru (哀しみが時代を駆ける) von Zähre.